# Bitoma sulcata
Bitoma sulcata är en skalbaggsart som först beskrevs av Leconte 1858.  Bitoma sulcata ingår i släktet Bitoma och familjen barkbaggar. Inga underarter finns listade i Catalogue of Life.